# Андский шилоклювый дятел
Андский шилоклювый дятел (лат. Colaptes rupicola) — вид птиц из рода шилоклювых дятлов. Является одним из немногих дятлов, ведущих наземный образ жизни. Выделяют три подвида.

## Описание
Андский шилоклювый дятел достигает около 32 см в длину, имеет желтовато-чёрное с коричневыми полосами на конце хвоста оперение. У него длинный хвост, чуть закругленные крылья и длинный мощный клюв.

## Ареал
Распространён в Перу, Чили, восточной Боливии и северо-восточной Аргентине.В основном обитает в высокогорье на высоте от 2000 до 5000 м. Иногда встречается в высокогорных лесах, на плантациях и лесных участках.
Необычен тем, что часто встречается на открытой местности, в основном лишенной деревьев, и добывает корм на земле.

## Поведение в дикой природе
Часто кормится группами, поддерживая связь с другими птицами издаванием различных звуков. Очень редко долбит по дереву. Гнездится в норах, которые роет в мягкой почве в скалах или на берегу. Чаще всего гнездится колониально, а не в одиночку, как большинство дятлов.

## Рацион
Рацион в основном состоит из насекомых, которых он находит, сметая клювом листья на голой земле и исследуя почву и заросли травы.

## Популяция
Популяция данного вида стабильна.